# Rodrick Kuku
Rodrick Kuku Ndongala (* 6. dubna 1990) je konžský zápasník–judista. Jeho osobním trenérem je Musi Ndimbu. V roce 2016 dosáhl na africkou kontinentální kvótu pro účast na olympijských hrách v Riu potom co Jihoafrický olympijský výbor nenominoval svého zástupce. Přípravu na olympijské hry absolvoval paradoxně v Jihoafrické republice v Pretorii pod vedením Nikoly Filipova. Na olympijských hrách vypadl v úvodním kole.